# THE MONSTER ～Someday～
《THE MONSTER ～Someday～》為日本音樂團體EXILE（放浪兄弟）的第30張單曲。2009年4月15日於日本發行。

## 解說
- 成員增加至14人，為新生EXILE的首張單曲。
- 初回限定版為紙盒樣式。
- 附贈EXILE成員個人寫真特別冊。
- 附贈「EXILE GENERATION」的一目暸然相關圖。
- 發行前於2009年3月13日的「MUSIC STATION」首次披露「Someday」本曲。
- ATSUSHI說「Someday」歌詞中的「君」與「あなた」指的是粉絲們。
- 標題曲「Someday」獲得第51回日本唱片大獎的大賞。
- The Birthday ～我愛你～以來獲得連續3張，通算7張的冠軍。

## 發行版本
- CD ONLY
- CD+DVD

## 收錄曲目

### CD
1. Someday
作詞：ATSUSHI / 作曲：miwa furuse / 編曲：h-wonder
豐田汽車「WISH」廣告曲
CM版本中，開頭的「Someday」歌詞部分置換成「I WISH」。
2. THE NEXT DOOR
作詞・作曲：lil' showy / 編曲：中野雄太
CAPCOM「快打旋風IV」主題曲
3. 愛すべき未来へ
作詞：ATSUSHI / 作曲・編曲：宅見将典
Daiwa House Special「地球ゴージャス」企劃公演Vol.10「星の大地に降る涙」主題歌
4. GENERATION
作詞：Kenn Kato / 作曲：BACHLOGIC, ERIK LIDBOM / 編曲：BACHLOGIC
日本電視台「EXILE GENERATION」片尾曲
J Soul Brothers的「GENERATION」，加入新的主音ATSUSHI、TAKAHIRO。
新生EXILE首次4主音的歌曲。
5. Someday (Instrumental)
6. THE NEXT DOOR (Instrumental)
7. 愛すべき未来へ (Instrumental)
8. GENERATION (Instrumental)

### DVD
1. The Beginning of EXILE GENERATION
2. Someday(Video Clip)
3. EXILE GENERATION 紀錄影像
4. Road to EXILE GENERATON ※
2009/3/1記者會特別映像。

- ※…初回盤限定收錄。

## 收錄單曲、專輯
- J Soul Brothers(M-4的原曲)
- THE HURRICANE 〜FIREWORKS〜(M-2、版本不同)
- THE GENERATION ～兩人的唇～(M-1、版本不同)
- 給珍愛的未來(全曲)

## 備註
1. 1 2  . Oricon. 2009  [2013-01-19]. （原始内容存档于2013-05-11） （日语）.
2. ↑  . Musicman-NET. 2012-08-02  [2013-01-19]. （原始内容存档于2012-09-04） （日语）.